# Aufbauliga 1995 (football americano)
La Aufbauliga 1995 è stata l'8ª edizione del campionato di football americano di secondo livello, organizzato dalla SAFV.

## Squadre partecipanti
| Club                | Città      | Stadio | Sponsor ufficiale | Risultato nella stagione 1994     |
| ------------------- | ---------- | ------ | ----------------- | --------------------------------- |
| Gladiators Pratteln | Pratteln   |        |                   | Quarto posto in LNA Girone Centro |
| Hurricanes Sarnen   | Sarnen     |        |                   | Sesto posto                       |
| Landquart Broncos   | Igis       |        |                   | Terzo posto                       |
| Lugano Bankers      | Lugano     |        |                   |                                   |
| Monthey Rhinos      | Monthey    |        |                   | Quarto posto in LNA Girone Ovest  |
| Schaffhausen Rams   | Sciaffusa  |        |                   |                                   |
| Winterthur Warriors | Winterthur |        |                   | Quarto posto in LNA Girone Est    |
| Wohlen Thunderbirds | Wohlen     |        |                   | Secondo posto                     |

## Stagione regolare

### Calendario

#### 1ª giornata
| 9 aprile 1995 | Monthey Rhinos | 8 – 26 | Gladiators Pratteln |  |

#### 2ª giornata
| 17 aprile 1995 | Landquart Broncos | 26 – 12 | Winterthur Warriors |  |

#### 3ª giornata
| 23 aprile 1995 | Lugano Bankers | 16 – 9 | Winterthur Warriors |  |

| 23 aprile 1995 | Gladiators Pratteln | 36 – 0 | Wohlen Thunderbirds |  |

| 23 aprile 1995 | Monthey Rhinos | 30 – 0 | Schaffhausen Rams |  |

#### 4ª giornata
| 30 aprile 1995 | Landquart Broncos | 8 – 14 | Lugano Bankers |  |

| 30 aprile 1995 | Winterthur Warriors | 32 – 0 | Hurricanes Sarnen |  |

| 30 aprile 1995 | Wohlen Thunderbirds | 0 – 6 | Monthey Rhinos |  |

| 30 aprile 1995 | Gladiators Pratteln | 34 – 0 | Schaffhausen Rams |  |

#### 5ª giornata
| 7 maggio 1995 | Lugano Bankers | 42 – 0 | Hurricanes Sarnen |  |

| 7 maggio 1995 | Wohlen Thunderbirds | 41 – 0 | Schaffhausen Rams |  |

#### 6ª giornata
| 14 maggio 1995 | Landquart Broncos | 46 – 0 | Hurricanes Sarnen |  |

| 14 maggio 1995 | Gladiators Pratteln | 22 – 8 | Monthey Rhinos |  |

#### 7ª giornata
| 21 maggio 1995 | Lugano Bankers | 22 – 25 | Landquart Broncos |  |

| 21 maggio 1995 | Schaffhausen Rams | 12 – 18 | Monthey Rhinos |  |

| 21 maggio 1995 | Wohlen Thunderbirds | 0 – 56 | Gladiators Pratteln |  |

#### 8ª giornata
| 28 maggio 1995 | Monthey Rhinos | 9 – 0 | Wohlen Thunderbirds |  |

| 28 maggio 1995 | Schaffhausen Rams | 26 – 76 | Gladiators Pratteln |  |

#### 9ª giornata
| 11 giugno 1995 | Winterthur Warriors | 10 – 2 | Lugano Bankers |  |

| 11 giugno 1995 | Hurricanes Sarnen | 0 – 57 | Landquart Broncos |  |

| 11 giugno 1995 | Schaffhausen Rams | 57 – 0 | Wohlen Thunderbirds |  |

#### 10ª giornata
| 18 giugno 1995 | Winterthur Warriors | 17 – 44 | Landquart Broncos |  |

#### 11ª giornata
| 2 luglio 1995 | Hurricanes Sarnen | 0 – 57 | Winterthur Warriors |  |

#### 12ª giornata
| 9 luglio 1995 | Hurricanes Sarnen | 57 – 0 | Lugano Bankers |  |

### Classifica
La classifica della regular season è la seguente:
- PCT = percentuale di vittorie, G = partite giocate, V = partite vinte, P = partite perse, PF = punti fatti, PS = punti subiti
- Le squadre vincitrici dei gironi sono indicate in verde

#### Girone Est
| Pos. | Squadra             | PCT  | G | V | P | PF  | PS  |
| ---- | ------------------- | ---- | - | - | - | --- | --- |
| 1    | Landquart Broncos   | .875 | 6 | 5 | 1 | 206 | 65  |
| 2    | Winterthur Warriors | .750 | 6 | 3 | 3 | 137 | 88  |
| 3    | Lugano Bankers      | .188 | 6 | 3 | 3 | 96  | 109 |
| 4    | Hurricanes Sarnen   | .125 | 6 | 1 | 5 | 57  | 234 |

#### Girone Ovest
| Pos. | Squadra             | PCT  | G | V | P | PF  | PS  |
| ---- | ------------------- | ---- | - | - | - | --- | --- |
| 1    | Gladiators Pratteln | .875 | 6 | 6 | 0 | 250 | 42  |
| 2    | Monthey Rhinos      | .188 | 6 | 4 | 2 | 79  | 60  |
| 3    | Schaffhausen Rams   | .750 | 6 | 1 | 5 | 95  | 199 |
| 4    | Wohlen Thunderbirds | .875 | 6 | 1 | 5 | 41  | 164 |

## Playoff

### Tabellone
|  | Spareggi LNA/Aufbauliga | Spareggi LNA/Aufbauliga | Spareggi LNA/Aufbauliga |  |  | Quarti di finale     | Quarti di finale     | Quarti di finale     | Quarti di finale     | Quarti di finale |  |  | Semifinali      | Semifinali      | Semifinali     |                |    | X Swiss Bowl | X Swiss Bowl | X Swiss Bowl |  |
|  |                         |                         |                         |  |  |                      |                      |                      |                      |                  |  |  |                 |                 |                |                |    |              |              |              |  |
|  |                         |                         |                         |  |  | Geneva Seahawks      | Geneva Seahawks      | 66                   | 48                   | 114              |  |  |                 |                 |                |                |    |              |              |              |  |
|  | Landquart Broncos       | Landquart Broncos       | 38                      |  |  | Landquart Broncos    | Landquart Broncos    | 14                   | 7                    | 21               |  |  |                 |                 |                |                |    |              |              |              |  |
|  | Turgovia Lions          | Turgovia Lions          | 33                      |  |  |                      |                      |                      |                      |                  |  |  | Geneva Seahawks | Geneva Seahawks | 16             |                |    |              |              |              |  |
|  |                         |                         |                         |  |  |                      |                      | Basilisk Meanmachine | Basilisk Meanmachine | 14               |  |  |                 |                 |                |                |    |              |              |              |  |
|  |                         |                         |                         |  |  | Zürich Falcons       | Zürich Falcons       | 6                    | 12                   | 18               |  |  |                 |                 |                |                |    |              |              |              |  |
|  |                         |                         |                         |  |  | Basilisk Meanmachine | Basilisk Meanmachine | 21                   | 2                    | 23               |  |  |                 |                 |                |                |    |              |              |              |  |
|  |                         |                         |                         |  |  |                      |                      |                      |                      |                  |  |  | Geneva Seahawks | Geneva Seahawks | 21             |                |    |              |              |              |  |
|  |                         |                         |                         |  |  |                      |                      |                      |                      |                  |  |  |                 |                 | Bern Grizzlies | Bern Grizzlies | 29 |              |              |              |  |
|  |                         |                         |                         |  |  | Bern Grizzlies       | Bern Grizzlies       | 56                   | 12                   | 68               |  |  |                 |                 |                |                |    |              |              |              |  |
|  |                         |                         |                         |  |  | Zürich Renegades     | Zürich Renegades     | 6                    | 41                   | 47               |  |  |                 |                 |                |                |    |              |              |              |  |
|  |                         |                         |                         |  |  |                      |                      |                      |                      |                  |  |  | Bern Grizzlies  | Bern Grizzlies  | 27             |                |    |              |              |              |  |
|  | Gladiators Pratteln     | Gladiators Pratteln     | 14                      |  |  |                      |                      | Sankt Gallen Raiders | Sankt Gallen Raiders | 14               |  |  |                 |                 |                |                |    |              |              |              |  |
|  | Bienna Jets             | Bienna Jets             | 43                      |  |  | Bienna Jets          | Bienna Jets          | 12                   | 21                   | 33               |  |  |                 |                 |                |                |    |              |              |              |  |
|  |                         |                         |                         |  |  | Sankt Gallen Raiders | Sankt Gallen Raiders | 57                   | 28                   | 85               |  |  |                 |                 |                |                |    |              |              |              |  |

### Spareggi LNA-Aufbauliga
| 16 luglio 1995 | Landquart Broncos | 38 – 33 | Turgovia Lions |  |

| 16 luglio 1995 | Gladiators Pratteln | 14 – 43 | Bienna Jets |  |

### Quarti di finale

#### Andata
| 13 agosto 1995 | Zürich Falcons | 6 – 21 | Basilisk Meanmachine |  |

| 13 agosto 1995 | Sankt Gallen Raiders | 57 – 12 | Bienna Jets |  |

| 13 agosto 1995 | Bern Grizzlies | 56 – 6 | Zürich Renegades |  |

| 13 agosto 1995 | Geneva Seahawks | 66 – 14 | Landquart Broncos |  |

#### Ritorno
| 20 agosto 1995 | Bienna Jets | 21 – 28 | Sankt Gallen Raiders |  |

| 20 agosto 1995 | Landquart Broncos | 7 – 48 | Geneva Seahawks |  |

| 20 agosto 1995 | Zürich Renegades | 41 – 12 | Bern Grizzlies |  |

| 20 agosto 1995 | Basilisk Meanmachine | 2 – 12 | Zürich Falcons |  |

## Verdetti
- Landquart Broncos e  Gladiators Pratteln Campioni Aufbauliga 1995